# 阿霍亞尼區
阿霍亞尼區（西班牙語：Distrito de Ajoyani）是秘魯的一個區，位於該國東南部普諾大區的卡拉瓦亞省，始建於1854年5月2日，面積413.11平方公里，海拔高度4,250米，2005年人口2,104，人口密度每平方公里5.1人。